# Albert Lawrence
Albert Lawrence (* 26. April 1961) ist ein ehemaliger jamaikanischer Sprinter.
Lawrence war Mitglied der jamaikanischen 4-mal-100-Meter-Staffel bei den Olympischen Spielen 1980 in Moskau, die allerdings die Qualifikation für das Finale knapp verpasste. Ungleich erfolgreicher war er bei den Olympischen Spielen 1984 in Los Angeles. Die jamaikanische Staffel gewann in der Aufstellung Albert Lawrence, Greg Meghoo, Donald Quarrie und Raymond Stewart die Silbermedaille hinter den Vereinigten Staaten und vor Kanada. 1985 siegte Lawrence bei den offenen US-amerikanischen Hallenmeisterschaften über 60 Yards.
Albert Lawrence ist 1,75 m groß und hatte ein Wettkampfgewicht von 76 kg. Er besuchte die Abilene Christian University.